# Рудка (притока Сули)
Ру́дка — річка Україні, в межах Хорольського району Полтавської області. Ліва притока Сули (басейн Дніпра).

## Опис
Довжина річки 11 км. Долина у верхів'ях порівняно глибока, вузька. Річище помірно звивисте, в багатьох місцях пересихає. Споруджено декілька ставків. 

## Розташування
Рудка бере початок у балці, на південний схід від села Настасівки (ще одним витоком річки вважається західна околиця села Коломійцеве Озеро). Тече переважно на захід, у нижній течії — на північний захід, у пригирловій частині — знову на захід. Впадає до Сули на захід від села Березняків. 

## Джерело
- Рудка (річки) // За ред. А. В. Кудрицького. Полтавщина : Енцикл. довід.. — К. : УЕ, 1992. — С. 1024. — ISBN 5-88500-033-6. — с. 845

| Річка | Це незавершена стаття про річку. Ви можете допомогти проєкту, виправивши або дописавши її. |

1. ↑  GEOnet Names Server — 2018.